# 曲麻河乡
曲麻河乡，是中华人民共和国青海省玉树藏族自治州曲麻莱县下辖的一个乡镇级行政单位。

## 行政区划
曲麻河乡下辖以下地区：
昂拉牧委会、措池牧委会、勒池牧委会和多秀牧委会；此外还有不冻泉和五道梁两个小城镇。